# Leah Smith (judoczka)
Leah Smith – nowozelandzka judoczka.
Srebrna medalistka mistrzostw Oceanii w 1985 i brązowa w 1983. Mistrzyni kraju w 1985 roku.